# Неболей
«неболей» — сингл российской поп-певицы Zivert и российского музыканта Басты, выпущенный 7 августа 2020 на лейбле Gazgolder и «Первое музыкальное Издательство». Композиция посвящена отношениям пары.

## История
Баста охарактеризовал песню как «молчаливый диалог двух людей в тяжёлых жизненных обстоятельствах», а Zivert отметила, что «„Неболей“ — это даже не песня, а „осознанный диалог между мужчиной и женщиной, которые просто однажды понимают, что, когда уходит любовь, бессилен Бог“». Также исполнительница сообщила, что всегда любила творчество Басты и мечтала спеть с ним дуэтом, а также попробовать себя в качестве актрисы.
4 сентября 2020 Zivert и Баста исполнили песню на вечернем развлекательном шоу «Вечерний Ургант».

## Видеоклип
Релиз видеоклипа на трек состоялся 7 августа 2020 на официальном YouTube-канале лейбла «Gazgolder», в день выхода сингла. Режиссёром видео стал Алексей Куприянов.
О видеоклипе на песню исполнители сказали, что «это не просто видеоиллюстрация к песне, а маленький фильм, рассказывающий о горечи расставания».
14 сентября 2020 была выпущена лайв-версия песни на YouTube.

## Отзывы
Инструментал песни российский музыкальный телеканал «Муз-ТВ» охарактеризовал как «тёплая южная гитара соперничает с холодными лиричными струнными», а издание «Российская газета» описала его как «расслабленные ритмы регги под гитару во вступлении, приглушённые интонации жаркого летнего полудня, отголоски нежного латино, умеренное использование электроники и битов».

## Чарты
| Чарт (2020)          | Высшая позиция |
| -------------------- | -------------- |
| Яндекс.Музыка        | 1              |
| Россия (Apple Music) | 1              |
| Zvooq.pro            | 7              |
| ВКонтакте            | 15             |
| BOOM                 | 16             |
| YouTube Music        | 4              |
| Муз-ТВ               | 1              |
| Shazam               | 14             |
| RU.TV                | 13             |